# Women’s Social and Political Union

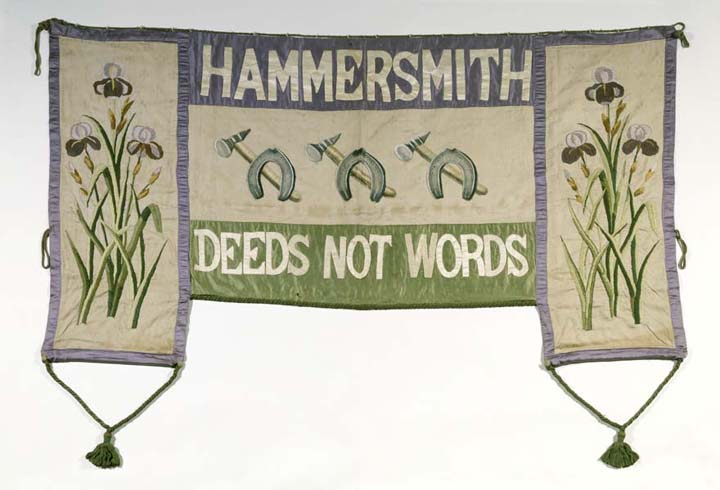
Banner der Hammersmith-Gruppierung der Women’s Social and Political Union

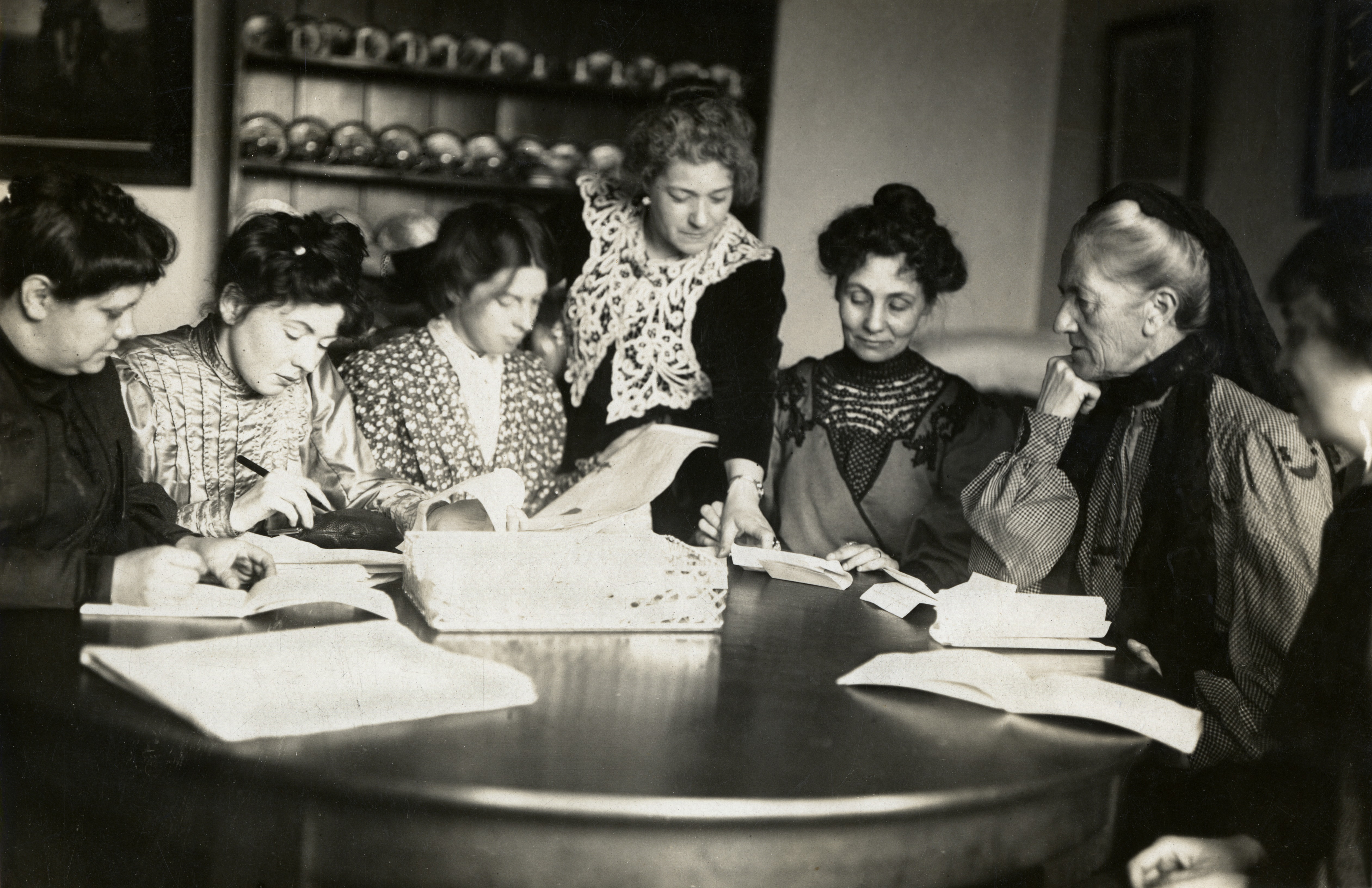
Treffen von WSPU Mitgliedern, um 1906/07

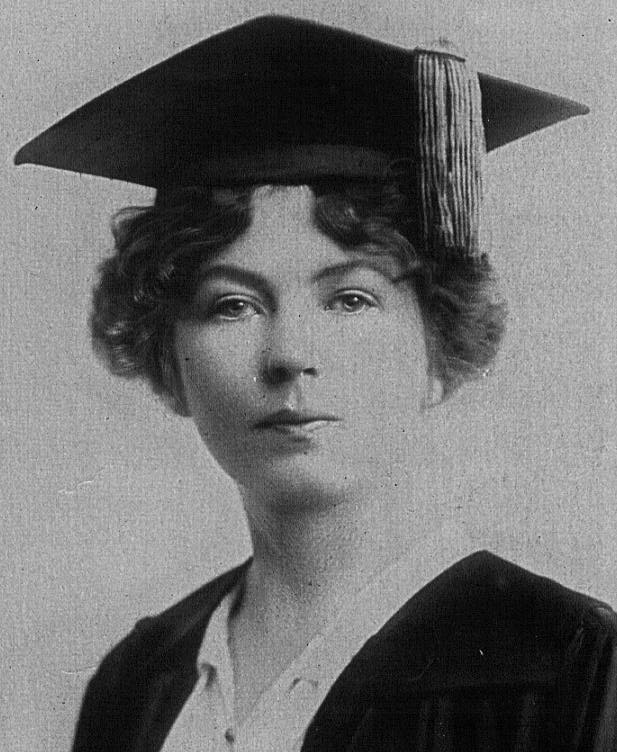
Christabel Pankhurst, eines der Gründungsmitglieder der WSPU

Die Women’s Social and Political Union (WSPU) war eine politische Frauenbewegung und führende militante Organisation, die sich von 1903 bis 1917 für Frauenrechte in Großbritannien einsetzte. Die Mitgliedschaft – nur Frauen waren zugelassen – und die Ausrichtung der WSPU wurden eng kontrolliert durch Emmeline Pankhurst und ihre Töchter Christabel und Sylvia (letztere wurde später ausgeschlossen). Um ihren eher militanten Ansatz zu unterstreichen, hatten sie den Slogan „Taten, nicht Worte“ („Deeds not Words“) gewählt.
Es war die erste Gruppe, deren Mitglieder ab 1906 als „Suffragetten“ bezeichnet wurden. Die weiblichen Mitglieder der WSPU wurde bekannt durch Zivilen Ungehorsam und Direkte Aktionen. Sie belästigten Politiker, hielten Demonstrationen und Märsche ab, brachen das Gesetz, um festgenommen zu werden, zerbrachen Fenster in wichtigen Gebäuden, zündeten Postkästen an, legten nächtlich Feuer an unbewohnte Häuser und Kirchen; und wenn sie eingesperrt waren, begannen sie mit Hungerstreik und ertrugen sogar Zwangsernährung.

## Gründung

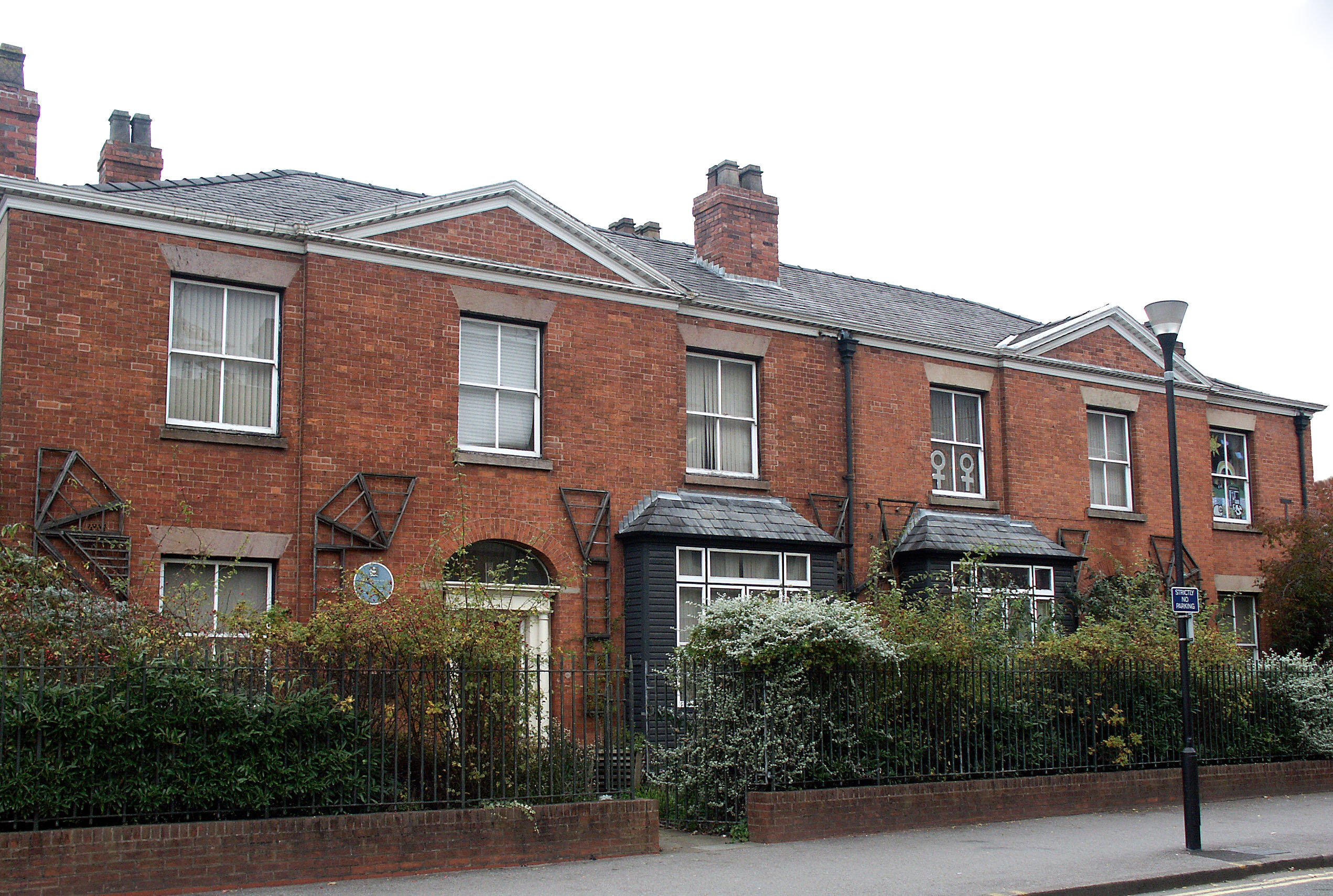
42 Nelson Street Manchester, wo die WSPU gegründet wurde

Die Women’s Social and Political Union wurde als unabhängige Frauenbewegung am 10. Oktober 1903 in Manchester in der Wohnung der Familie Pankhurst gegründet. Emmeline Pankhurst, ihre zwei Töchter Christabel und Sylvia gehörten zu den Gründungsmitgliedern.

## Gesetzentwurf abgelehnt
1905 überzeugte die WSPU das Parlamentsmitglied Bamford Slack, einen Gesetzesentwurf zu den Frauenrechten einzubringen. Der Entwurf wurde durch Filibusterreden zum Scheitern gebracht, die damit verbundene Presseresonanz trug jedoch dazu bei, dass die Gruppe stark anwuchs. Die Enttäuschung darüber, dass der Gesetzesentwurf scheiterte, ließ die WSPU ihre Vorgehensweise ändern. Sie konzentrierte sich nun darauf, alle politischen Parteien, die im Parlament vertreten waren, anzugreifen und fokussierte sich jetzt nur noch auf die Durchsetzung des Frauenwahlrechts. Außerdem begann die Organisation zunehmend militante direkte Aktionen einzusetzen, um für das Frauenwahlrecht in Großbritannien einzutreten.
Die erste militante Aktion war im Oktober 1905. Christabel Pankhurst und Annie Kenney unterbrachen eine politische Veranstaltung in Manchester, um den liberalen Politiker Sir Edward Grey, der für das Frauenwahlrecht war, zu fragen, ob eine liberale Regierung den Frauen das Wahlrecht geben würde. Die beiden Frauen wurden wegen tätlichen Angriffs und Behinderung verhaftet. Nachdem sie sich weigerten, die gegen sie verhängte Strafe zu zahlen, wurden sie ins Gefängnis geschickt. Nach der Historikerin Caroline Morrell hatte sich damit ab 1905 das Grundmuster der WSPU-Aktivitäten für die nächsten Jahre etabliert – vorab eingeplante militante Taktik, als Märtyrertum bezeichnete Inhaftierungen, Öffentlichkeitsarbeit, zunehmende Mitgliederzahlen und zunehmende finanzielle Mittel.

## Suffragetten

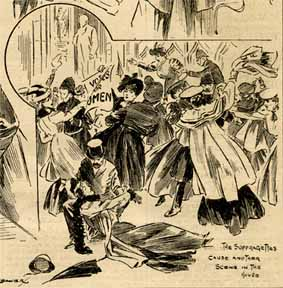
Darstellung von Suffragetten in der Lobby im House of Commons in The Graphic, Februar 1907

Ab 1906 verwandten WSPU-Mitglieder den Namen Suffragetten, um sich von den Suffragistinnen, den Mitgliedern der National Union of Women’s Suffrage Societies abzugrenzen, die gesetzeskonforme Methoden in ihrer Kampagne für das Wahlrecht verwendeten. Charles E. Hands, ein Journalist bei der Daily Mail, prägte den Namen Suffragetten, um Mitglieder des WSPU herabzuwürdigen, aber sie übernahmen die Bezeichnung mit Stolz. Ab 1907 waren WSPU-Demonstrationen zunehmend mit Polizeigewalt konfrontiert. Sylvia Pankhurst, Tochter von Emmeline Pankhurst und Mitglied des WSPU, beschrieb eine Demonstration, an der sie im Februar 1907 teilnahm:

“Parliament was guarded by an army of police to prevent the women approaching its sacred precincts. The constables had their orders to drive them away, making as few arrests as possible. Mounted men scattered the marchers; foot police seized them by the back of the neck and rushed them along at arm's length, thumping them in the back, and bumping them with their knees in approved police fashion. … Those who took refuge in doorways were dragged down the steps and hurled in front of the horses, then pounced upon by constables and beaten again. … As night advanced the violence grew. Finally fifty-four women and two men had been arrested.”

„Das Parlament war durch eine Armee von Polizisten geschützt, um zu verhindern, dass die Frauen sich seinem heiligen Grund näherten. Die Polizisten hatten ihre Anweisungen, die Frauen wegzujagen und so wenige Verhaftungen wie möglich vorzunehmen. Berittene Männer zerstreuten die Marschierenden; Polizisten zu Fuß griffen sie im Nacken und zerrten sie mit einer Armlänge Abstand entlang, schlugen sie auf den Rücken und stießen sie in bewährter polizeilicher Vorgehensweise mit ihren Knien. … Diejenigen, die in Türeingängen Zuflucht suchten, wurden die Treppen hinunter gezerrt und vor die Pferde geschleudert, dann von den Polizisten gestoßen und wieder geschlagen. … Als die Nacht fortschritt, wuchs die Gewalt. Schließlich wurden 54 Frauen und zwei Männer verhaftet.“

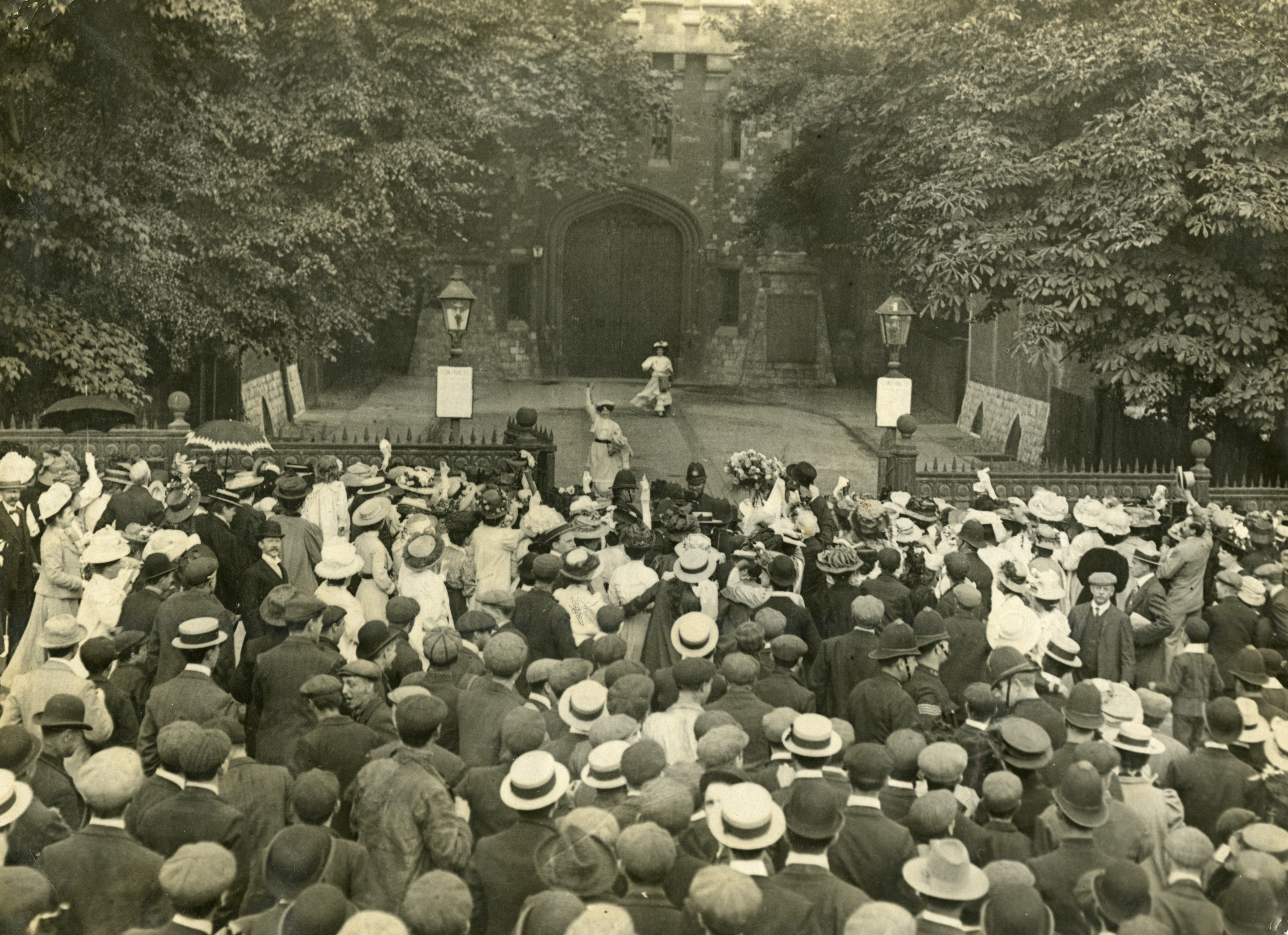
Entlassung von Mary Leigh und Edith New aus dem Holloway Gefängnis, 1908

1907 gab die Gruppe außerdem ein monatliches Journal heraus, das sich Votes for Women (Wahlrecht für Frauen) nannte, und hielt die erste von mehreren Konferenzen unter dem Namen „Parlament der Frauen“ ab.
1908 umfasste eine von der WSPU organisierte Demonstration im Hyde Park, London, mehr als 500.000 Personen.

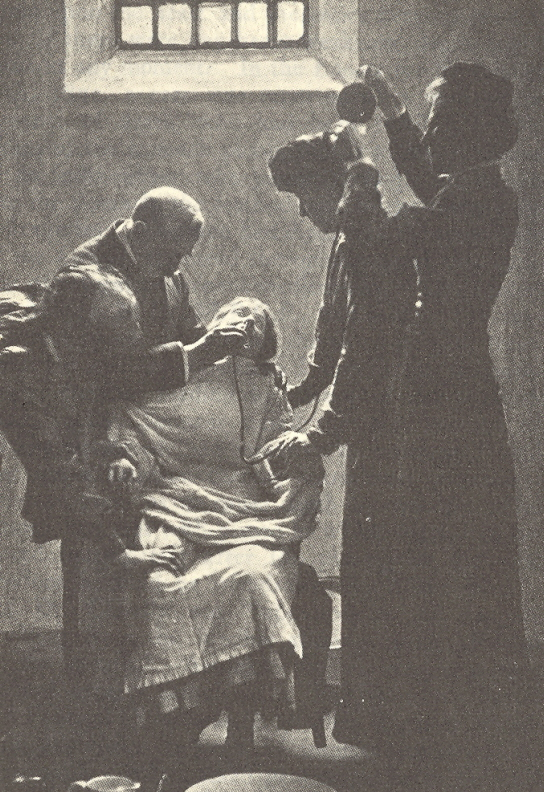
Eine Suffragette wird im Holloway-Gefängnis zwangsernährt, ca. 1911

Nach einer Demonstration im Juni 1908, während der „Schläger erschienen, organisierte Banden, die die Frauen mit jeder Art von Demütigung behandelten“, klagte Sylvia Pankhurst, „die Misshandlung durch die Polizei und die Schläger war größer als alles, was wir bisher erlebt hatten“. Während einer Demonstration im Juni 1909 versuchte eine Abordnung ein Treffen mit H. H. Asquith, dem Premierminister, zu erzwingen. 3.000 Polizisten sorgten für strenge Sicherheitsmaßnahmen, um die Frauen daran zu hindern, das Parlament zu betreten, und verhafteten 108 Frauen und 14 Männer. Als Reaktion auf die Polizeigewalt bei diesem Ereignis begann die WSPU, zu einer Strategie überzugehen, eher Fenster einzuwerfen statt zu versuchen, das Parlament zu stürmen. Sylvia Pankhurst schrieb, „Da wir ins Gefängnis gehen müssen, um das Wahlrecht zu erhalten, lass es die Fenster der Regierung sein, die zerbrochen werden, nicht die Frauenkörper, so war das Argument“. Die Frauen, die wegen des Fenstereinwerfens verhaftet wurden, begannen einen Hungerstreik, um eher als politische Häftlinge (First Division prisoners) denn als gewöhnliche Kriminelle behandelt zu werden. Sie wurden frühzeitig entlassen, statt als politische Häftlinge umklassifiziert zu werden. First Division Prisoners waren Häftlinge, die Verbrechen aufgrund von politischen Gründen verübten. Diese Häftlinge hatten freien Zugang zu Büchern und Schreibzeug, mussten keine Häftlingskleidung tragen und konnten Besucher empfangen. Gewöhnliche Kriminelle (Second and Third Division prisoners) saßen unter restriktiveren Gefängnisregularien ein.
Während einer Demonstration im Oktober 1909, während der die WSPU wieder versuchte, das Parlament zu stürmen, wurden zehn Demonstrantinnen ins Krankenhaus gebracht. Die Suffragetten beklagten sich nicht über die zunehmende Polizeigewalt. Constance Lytton schrieb, „es sprach sich herum, dass wir unsere verschiedenen Verletzungen so gut wie möglich verbergen sollten. Es war nicht Teil unserer Strategie, die Polizei in Schwierigkeiten zu bringen.“ Der Grad der Gewalt während Suffragetten-Aktionen nahm im Jahr 1909 weiter zu: Fenster wurden während Treffen der Liberal Party mit Ziegelsteinen eingeworfen, Asquith wurde nach einem Kirchgang attackiert und Dachziegel wurden auf die Polizei geworfen, wenn eine weitere politische Veranstaltung unterbrochen wurde. Die öffentliche Meinung wandte sich gegen diese Taktik und die Regierung nutzte die geänderte öffentliche Wahrnehmung aus, um härtere Maßnahmen einzuführen. So gab Herbert Gladstone, der Innenminister, im Oktober 1909 die Anweisung, dass alle Häftlinge im Hungerstreik zwangsernährt werden sollten.

## Höhepunkte des Kampfes
Eine erneute Gesetzesinitiative, deren Ziel es war, die Rechte der Frauen auszuweiten, wurde 1910 im Parlament eingebracht. Aber nachdem auch diese nicht sofort die nötige Unterstützung fand, veranstaltete die WSPU eine zunehmend militanter werdende Kampagne. Die Schaufenster von Kaufhäusern wurden eingeworfen, große Landsitze angezündet und öffentliche Gebäude – darunter Westminster Abbey – bombardiert. Diesen Aktionen schlossen sich auch zahlreiche Frauen an, die im Blickpunkt der Öffentlichkeit standen, wie beispielsweise die Komponistin Ethel Smyth, die auch die Hymne der WSPU schrieb: The March of Women.

## Krise und Erster Weltkrieg

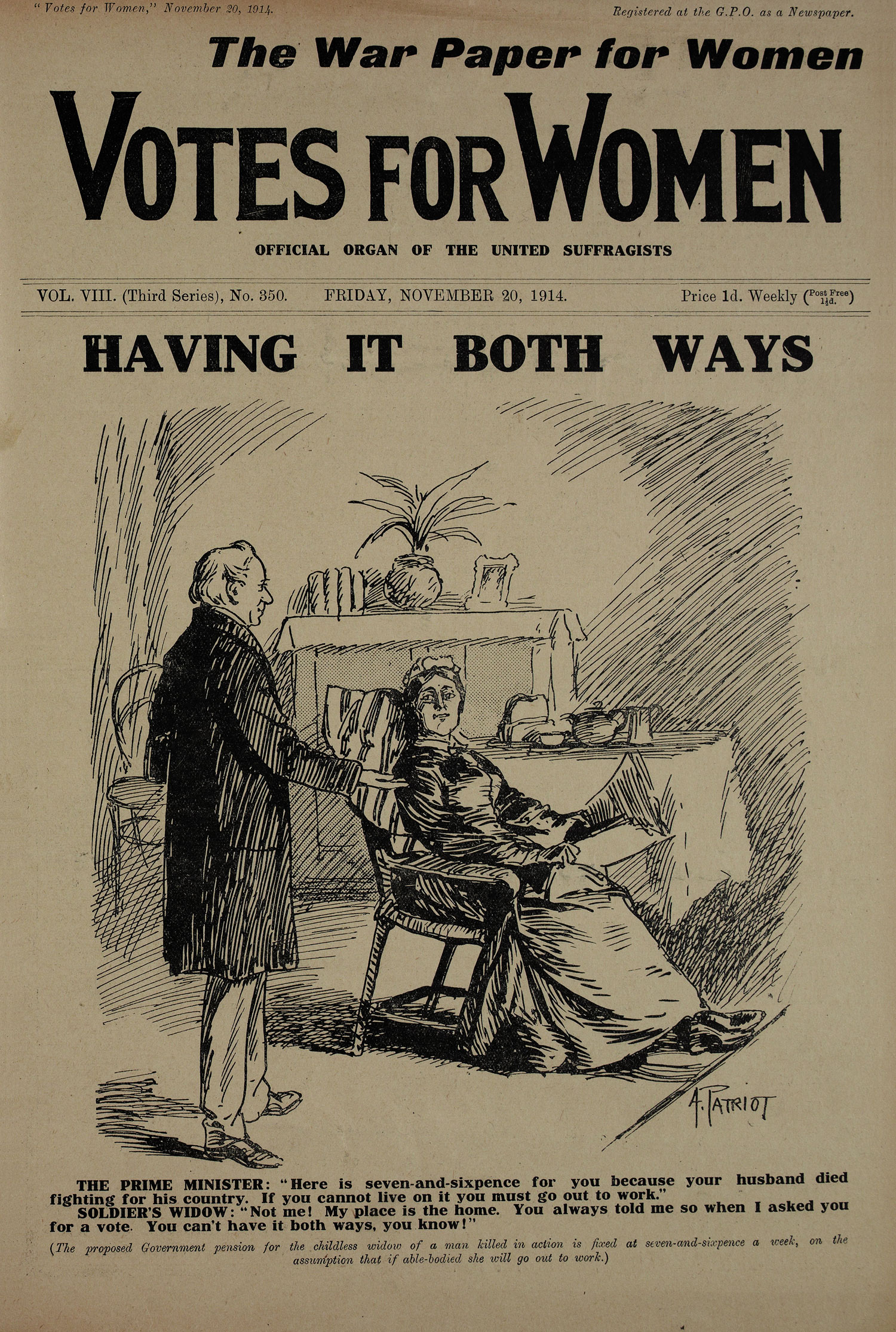
Die Zeitschrift Votes for Women im November 1914, Karikatur einer Kriegerwitwe

Die WSPU erlebte während ihrer Existenz mehrfach Abspaltungen von Untergruppen: So trennte man sich beispielsweise von der Gruppe, die hauptsächlich aus Frauen der Arbeiterklasse bestand und deren Anführerin Sylvia Pankhurst war.
Infolge der zunehmenden Radikalisierung der WSPU emigrierte Christabel Pankhurst nach Paris, von wo aus sie die Organisation ohne Furcht vor Verhaftung leiten konnte. Diese Emigration der Führungsebene der WSPU führte allerdings auch zu einer zunehmenden Entdemokratisierung dieser Gruppe und machte es Christabel Pankhurst möglich, bei Ausbruch des Ersten Weltkrieges die Wahlrechtskampagne der WSPU zugunsten einer Unterstützungskampagne der britischen Regierung zu unterbrechen. Damit verlor die WSPU aber mittelfristig auch die Unterstützung durch die britische Öffentlichkeit.

## Auflösung
Bei Ausbruch des Ersten Weltkriegs 1914 lebte Christabel Pankhurst in Paris, um nicht verhaftet zu werden. Ihre starke Position in der Organisation ermöglichte es ihr – trotz der Einwände von Kitty Marion und anderen – kurz nach Kriegsausbruch zu erklären, dass die WSPU ihren Kampf aufgeben und stattdessen in nationaler Haltung die britische Regierung in ihrem Krieg unterstützen werde. Die WSPU beendete die Herausgabe von The Suffragette und gab ab April 1915 die neue Zeitschrift Britannia heraus. Eine große Anzahl von Mitgliedern unterstützte den Kriegskurs, eine kleine Zahl gründete die „Suffragettes of the Women’s Social and Political Union“ (SWSPU) und die „Independent Women’s Social and Political Union“ (IWSPU). Die WSPU verschwand aus dem öffentlichen Bewusstsein; sie wurde 1917 aufgelöst, als Christabel und Emmeline Pankhurst die Women’s Party gründeten.

## Mitglieder der WSPU (Auswahl)

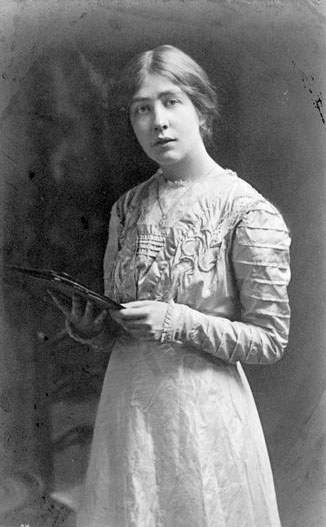
Sylvia Pankhurst 1909

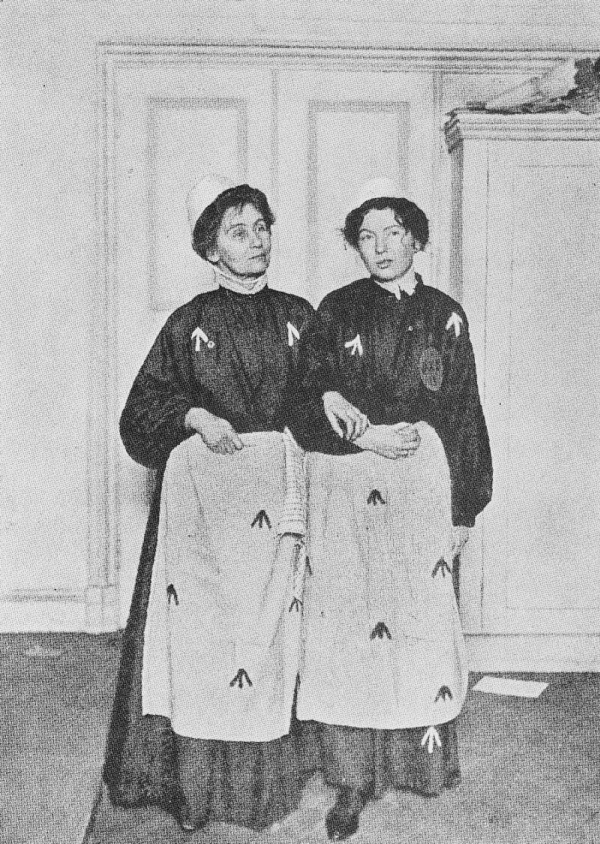
Emmeline und Christabel Pankhurst in Gefängniskleidung

- Rosa May Billinghurst
- Elsie Bowerman
- Lucy Burns
- Charlotte Despard
- Emily Davison
- Sophia Duleep Singh
- Marion Wallace Dunlop
- Elisabeth Freeman
- Louisa Garrett Anderson
- Mary Gawthorpe
- Edith How-Martyn
- Annie Kenney
- Mary Leigh
- Dora Marsden
- Margaret McPhun
- Adela Pankhurst
- Christabel Pankhurst
- Emmeline Pankhurst
- Sylvia Pankhurst
- Alice Paul
- Emmeline Pethick-Lawrence
- Mary Richardson
- Elizabeth Robins
- Mary Russell, Duchess of Bedford
- Harriet Shaw Weaver
- Dora Thewlis